# 科学史 (1512年)
科学史上的1512年发生了众多事件，本条目撷取其中部分罗列如下：

## 天文学
- （推测日期）尼古拉斯·哥白尼开始编写《短论》，这是他的著作《天体运行论》的摘要。大约在1514年，他把《短论》寄给了其他对此问题感兴趣的科学家。[1][2][3]

## 航海
- 安东尼奥·德·艾伯魯（António de Abreu）发现帝汶岛并到达班达群岛和斯兰岛。
- 佛朗西斯科·施蘭（Francisco Serrão）到达马鲁古。
- 胡安·庞塞·德莱昂发现特克斯和凯科斯群岛。
- 佩德羅·馬斯克林发现迪戈加西亚岛并到达马斯克林群岛中的毛里求斯。

## 制药学
- 希罗尼姆·布伦契威格（Hieronymus Brunschwygk）在《（蒸馏）大本书》中描述了药用植物以及用来处理它们的蒸馏炉的构造。

## 技术
- 莱茵兰制图师马丁·瓦尔德泽米勒描绘并创造出第一台经纬仪。[4][5][6]

## 诞生
- 3月5日，杰拉杜斯·麦卡托，佛兰芒制图师（1594年卒）
- （大致日期）罗伯特·雷科德，生于威尔士的数学家及医生（1558年卒）[7]

## 逝世
- 2月22日，亚美利哥·韦斯普奇，意大利探险家（1454年生）
- 8月2日，亚历桑德罗·阿基利尼（Alessandro Achillini），意大利解剖学家（1463年生）